# Ciclismo ai Giochi della XXXIII Olimpiade - Cross country femminile
La gara di cross country femminile dei Giochi della XXXIII Olimpiade si è svolta il 28 luglio 2024 su un percorso di 30,8 km sulla collina d'Élancourt, a una trentina di chilometri da Parigi.

## Programma
Tutti gli orari sono UTC+1
| Data                      | Ora   | Turno  |
| ------------------------- | ----- | ------ |
| Mercoledì, 28 luglio 2024 | 14:10 | Finale |

## Percorso
Le gare si sono svolte sulla collina artificiale di Élancourt, negli Yvelines, a circa 30 km a sud-ovest di Parigi. Si tratta di un'antica discarica (fino alla sua chiusura nel 1975) che, con i suoi 231 metri di altezza, è il punto più alto della regione dell'Île-de-France.
Le cicliste hanno affrontato un percorso di 30,8 km ; il tracciato è lungo 4.350 chilometri con un dislivello di 100 m al giro ed è stato ripetuto 7 volte.

## Squadre e corridori partecipanti
Alla competizione hanno partecipato 36 cicliste di 28 nazioni. Le prime otto nazioni del ranking UCI di cross country hanno schierato due atlete, le nazioni dalla nona alla diciannovesima posizione una atleta, come anche le altre sette nazioni in gara.

## Risultati
| Pos. | N. gara | Ciclista                   | Nazione       | Tempo    | Distacco |
| ---- | ------- | -------------------------- | ------------- | -------- | -------- |
|      | 4       | Pauline Ferrand-Prévot     | Francia       | 1h26'02" |          |
|      | 11      | Haley Batten               | Stati Uniti   | 1h28'59" | a 2'57"  |
|      | 12      | Jenny Rissveds             | Svezia        | 1h29'04" | a 3'02"  |
| 4    | 3       | Puck Pieterse              | Paesi Bassi   | 1h29'25" | a 3'23"  |
| 5    | 13      | Evie Richards              | Gran Bretagna | 1h29'29" | a 3'27"  |
| 6    | 10      | Laura Stigger              | Austria       | 1h30'15" | a 4'13"  |
| 7    | 2       | Alessandra Keller          | Svizzera      | 1h30'43" | a 4'41"  |
| 8    | 15      | Sammie Maxwell             | Nuova Zelanda | 1h30'43" | a 4'41"  |
| 9    | 18      | Anne Terpstra              | Paesi Bassi   | 1h31'35" | a 5'33"  |
| 10   | 35      | Kata Blanka Vas            | Ungheria      | 1h31'42" | a 5'40"  |
| 11   | 21      | Chiara Teocchi             | Italia        | 1h31'52" | a 5'50"  |
| 12   | 6       | Savilia Blunk              | Stati Uniti   | 1h31'52" | a 5'50"  |
| 13   | 14      | Rebecca McConnell          | Australia     | 1h32'44" | a 6'42"  |
| 14   | 7       | Martina Berta              | Italia        | 1h32'50" | a 6'48"  |
| 15   | 19      | Caroline Bohé              | Danimarca     | 1h33'11" | a 7'09"  |
| 16   | 22      | Nina Benz                  | Germania      | 1h33'43" | a 7'41"  |
| 17   | 28      | Isabella Holmgren          | Canada        | 1h33'43" | a 7'41"  |
| 18   | 8       | Mona Mitterwallner         | Austria       | 1h34'44" | a 8'42"  |
| 19   | 17      | Janika Lõiv                | Estonia       | 1h35'05" | a 9'03"  |
| 20   | 9       | Candice Lill               | Sudafrica     | 1h35'33" | a 9'31"  |
| 21   | 23      | Sina Frei                  | Svizzera      | 1h35'34" | a 9'32"  |
| 22   | 34      | Wu Zhifan                  | Cina          | 1h36'07" | a 10'05" |
| 23   | 31      | Ella Maclean-Howell        | Gran Bretagna | 1h36'26" | a 10'24" |
| 24   | 24      | Sofie Heby Pedersen        | Danimarca     | -        | -1 giri  |
| 25   | 27      | Emeline Detilleux          | Belgio        | -        | -1 giri  |
| 26   | 16      | Yana Belomoina             | Ucraina       | -        | -1 giri  |
| 27   | 20      | Paula Gorycka              | Polonia       | -        | -2 giri  |
| 28   | 29      | Raiza Goulão               | Brasile       | -        | -2 giri  |
| 29   | 26      | Raquel Queirós             | Portogallo    | -        | -2 giri  |
| 30   | 30      | Tanja Žakelj               | Slovenia      | -        | -2 giri  |
| 31   | 25      | Adela Holubova             | Rep. Ceca     | -        | -2 giri  |
| 32   | 33      | Urara Kawaguchi            | Giappone      | -        | -3 giri  |
| 33   | 32      | Erika Monserrath Rodriguez | Messico       | -        | -4 giri  |
| 34   | 37      | Jazilla Mwamikazi          | Ruanda        | -        | -5 giri  |
| -    | 5       | Loana Lecomte              | Francia       | DNF      | DNF      |
| -    | 36      | Aurelie Halbwachs          | Mauritius     | DNF      | DNF      |